# Ugo Poletti
Pour les articles homonymes, voir Poletti.
Ugo Poletti, né le 19 avril 1914 à Omegna, dans la province du Verbano-Cusio-Ossola, au Piémont, en Italie et mort le 25 février 1997 à Rome, est un cardinal italien, cardinal-vicaire de Rome de 1973 à 1991.

## Biographie
Ugo Poletti est ordonné le 29 juin 1938 pour le diocèse de Novare. Nommé évêque auxiliaire de Novare, avec le titre d'évêque in partibus de Medeli, le 21 juillet 1958, il est consacré le 14 septembre suivant par Gilla Vincenzo Gremigni (it) avec comme co-consécrateurs Mario Longo Dorni (it) et Francesco Brustia.
Le 26 juin 1967, il devient archevêque de Spolète, avant d'être appelé à Rome comme archevêque auxiliaire le 3 juillet 1969, avec le titre d'archevêque in partibus d'Aemona.
Lors du consistoire du 5 mars 1973, Paul VI le crée cardinal avec le titre de cardinal-prêtre de Ss. Ambrogio e Carlo.
Le lendemain, il est nommé cardinal-vicaire de Rome. Il administre ainsi le diocèse de Rome pour le compte du pape qui en est l'évêque titulaire. Quelques jours plus tard, le 26 mars, ainsi qu'il est de coutume pour le cardinal-vicaire, il devient aussi archiprêtre de la basilique Saint-Jean de Latran.
Il préside la Conférence épiscopale italienne de 1985 à 1991.
Il se retire le 17 janvier 1991 et devient archiprêtre de la basilique Sainte-Marie-Majeure.

## Succession apostolique
Ugo Poletti a ordonné les évêques suivants :
- Évêque Giulio Salimei (de) (1973)
- Évêque Clemente Riva (it), I.C. (1975)
- Évêque Diego Natale Bona (it) (1985)
- Évêque Pietro Garlato (1986)
- Archevêque Giovanni Marra (it) (1986)
- Évêque Antonio Bianchin (it) (1987)
- Évêque Luca Brandolini (it), C.M. (1987)
- Archevêque Giuseppe Mani (it) (1987)
- Évêque Salvatore Boccaccio (it) (1987)
- Évêque Bassano Staffieri (1989)
- Évêque Giuseppe Matarrese (it) (1989)